# Maubeuge (Sous-le-Bois) Cemetery
Maubeuge (Sous-le-Bois) Cemetery is een Britse militaire begraafplaats gelegen in de Franse plaats Maubeuge (Noorderdepartement). De begraafplaats wordt onderhouden door de Commonwealth War Graves Commission.
De begraafplaats telt 114 geïdentificeerde Gemenebest graven uit de Eerste Wereldoorlog.